# Motopompă

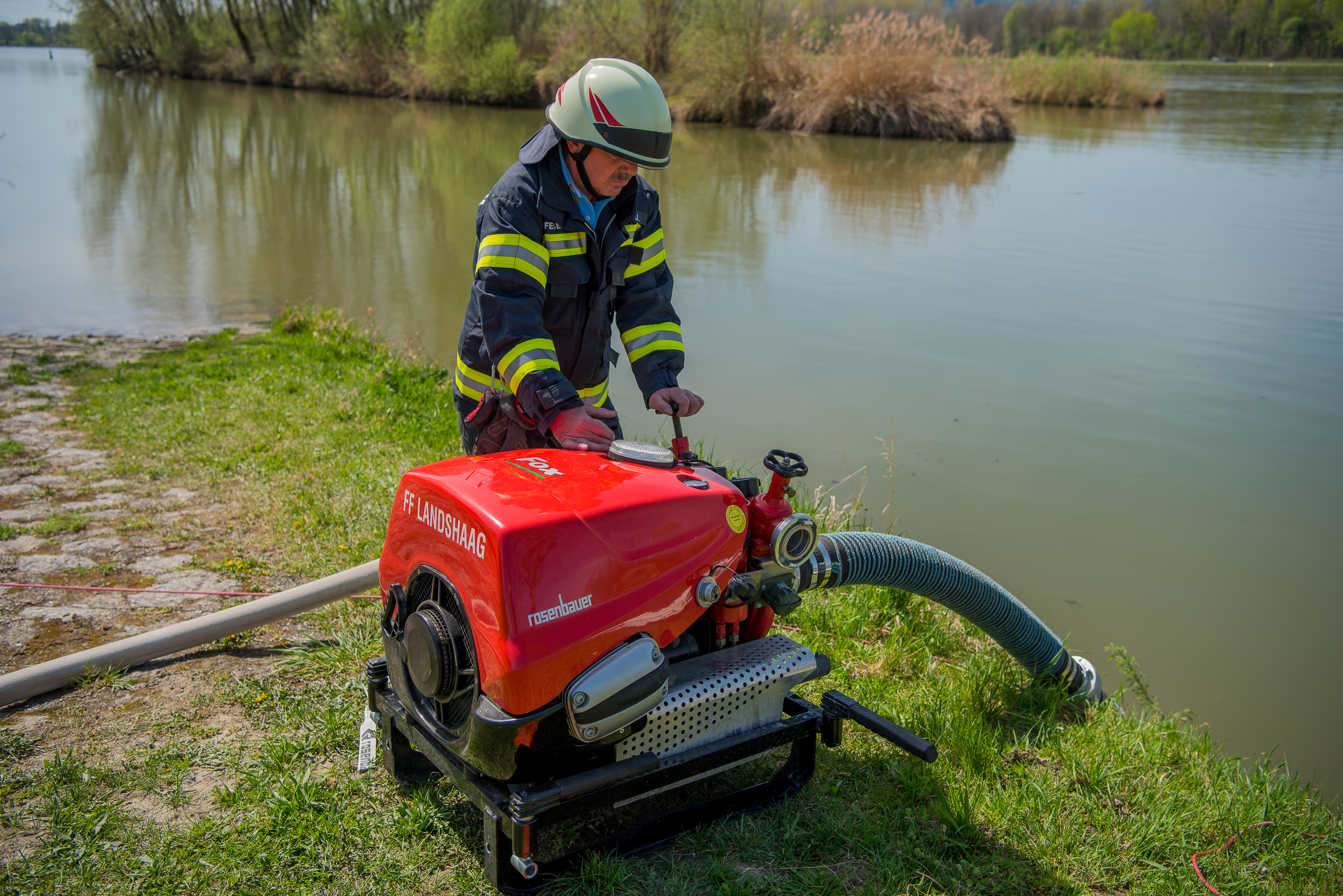
Pompă de incendiu portabilă

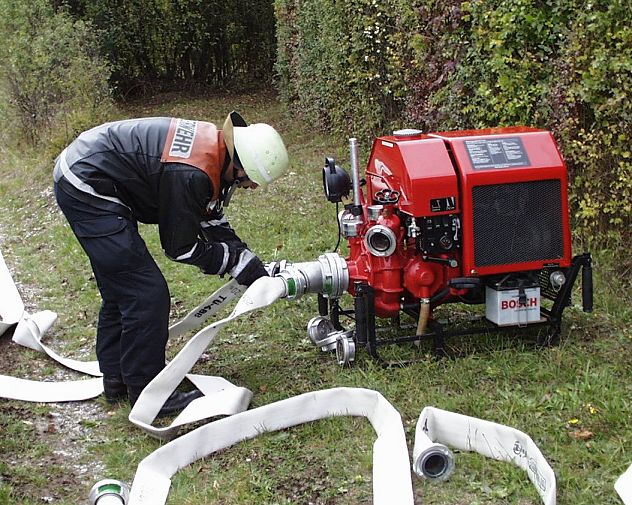
Motopompă germană

Motopompa este o pompă hidraulică acționată de un motor cu ardere internă, utilizată în mai multe domenii cum ar fi agricultura (irigații și desecări), situații de urgență (incendii și inundații) etc. Motopompa este unul din principalele agregate destinate intervenției în caz de incendiu și este dotată în acest sens cu toate accesoriile p.s.i. necesare.

## Protecția civilă

### În România
În România, în domeniul protecției civile este utilizată preponderent motopompa autohtonă de model NOVUS 1000 PSI.
Caracteristicile motopompei NOVUS 1000 PSI
- debit - 1200 l/min
- presiune - 80 m.c.a
- turație de lucru - 2600 rpm
- greutate - 750 kg
- dimensiuni lungime: 2900 mm, lățime 1500 mm, înălțime	1400 mm

Motor tip - Diesel, Model - Lombardini, nr. cilindri - 2, răcire cu aer, putere maxima - 30 CP 
Pompă tip centrifugală, adâncimea max. de absorbție - 8 m, diametru absorbție - 80 mm, diametru refulare - 65 mm
Motopompa are dispozitiv de amorsare rapidă și este montata pe șasiu omologat RAR.
NOVUS 1000 este un produs avizat și omologat de către I.G.S.U.

## Galerie de imagini

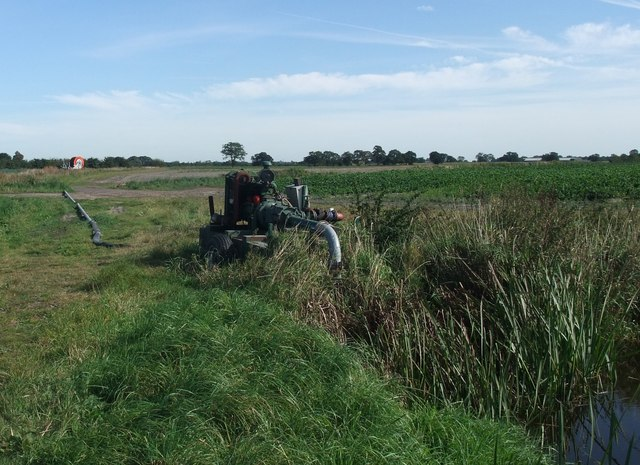
Motopompă pentru irigații
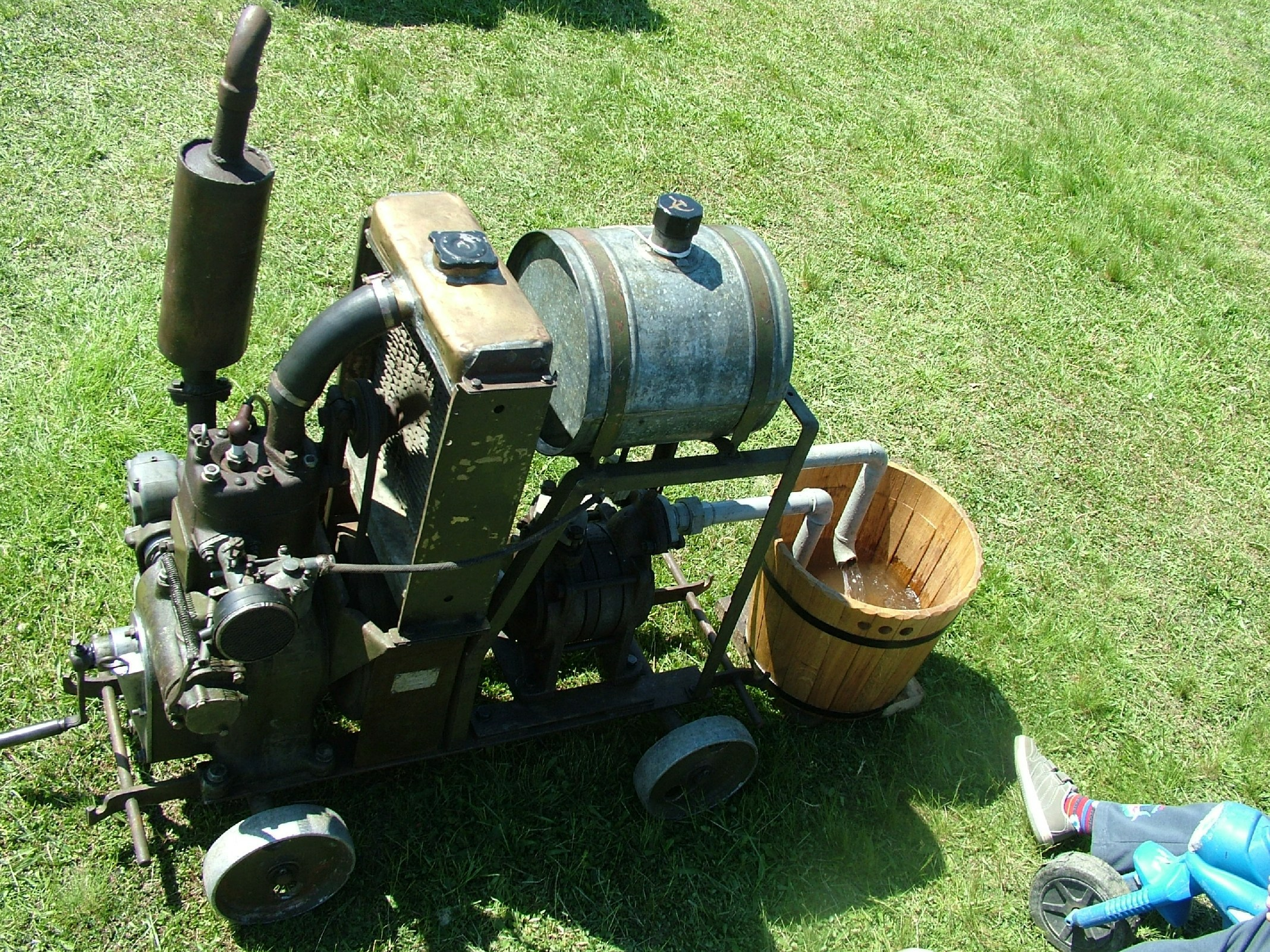
Pompă cu motor de tractor
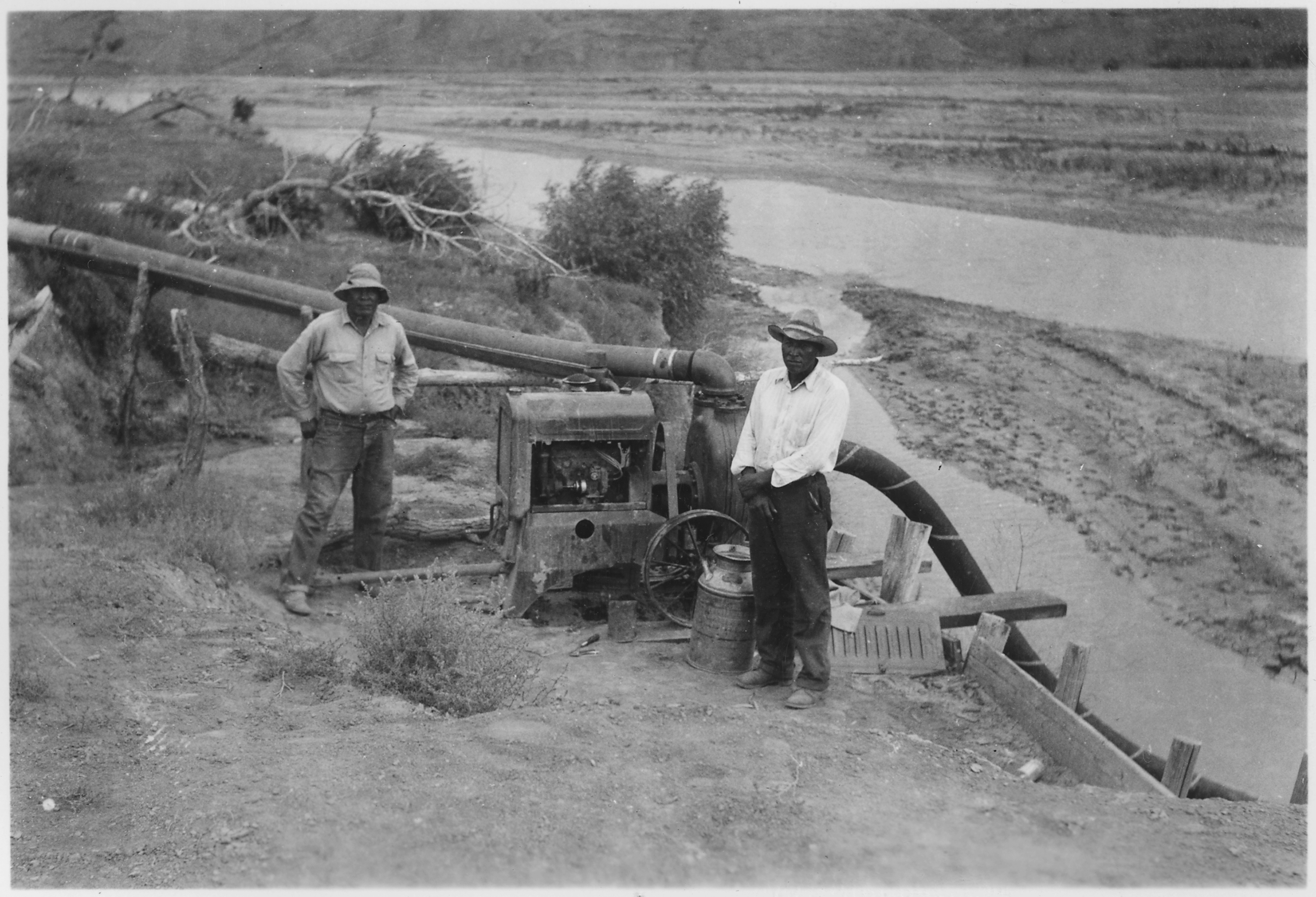
Motopompă pentru irigații de la începutul sec. XX
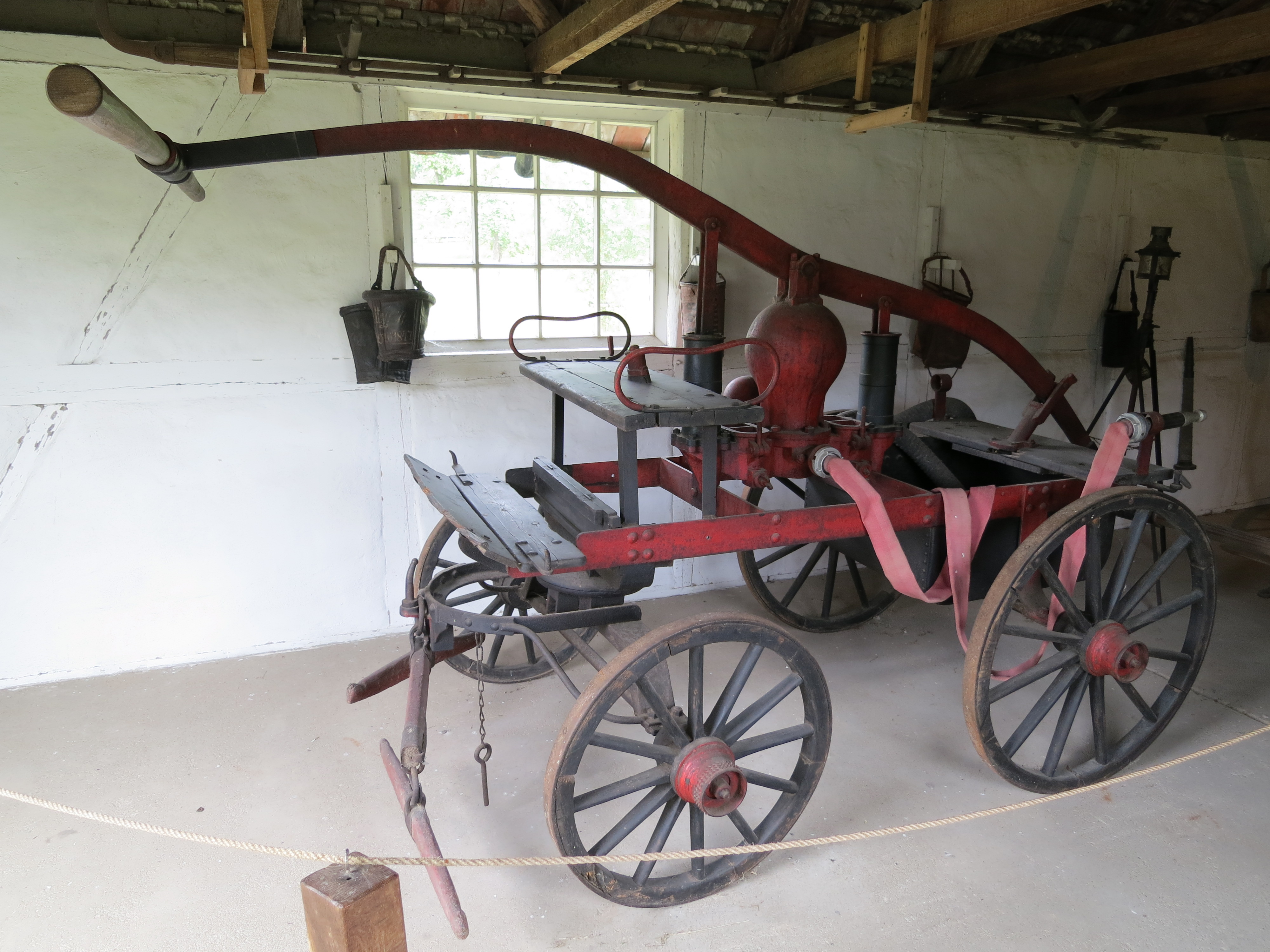
Pompă manuală de stingere a incendiilor trasă de cai din jurul anului 1900